# Wettbewerbsanalyse
Unter Wettbewerbsanalyse (engl. competitor analysis) versteht man die Aufstellung und Bewertung der Methoden, Verhaltensweisen und Produkte, mit der Wettbewerber in einem definierten Markt operieren. Ziel der Wettbewerbsanalyse ist die Vorhersage des Verhaltens derjenigen Konkurrenten, mit denen der Konkurrenzkampf am intensivsten ist.

## Bedeutung der Wettbewerbsanalyse
Abhängig von Märkten und Branchen hat die Wettbewerbsanalyse einen erheblichen Einfluss auf Entscheidungen. In Branchen, in denen Investitionen für Produktionsmittel erheblich sind und gleichzeitig wesentliche Einflüsse auf die Angebotsseite ausüben (vergl. Überkapazitäten in der Branchenstrukturanalyse), ist die sorgfältige Abwägung der Wirkung einer Investition auf den Gesamtmarkt genau so wichtig wie die Betrachtung der Finanzierung; typische Beispiele finden sich bei Erdöl-Raffinerien, Automobilunternehmen, Werften und vielen anderen mehr. In all diesen Branchen fahren Unternehmen bei sinkender Auslastung früh Verluste ein, da der Fixkostenanteil sehr hoch ist und nicht zeitnah an die neue Situation angepasst werden kann. Anpassungen der Kapazitäten an steigenden Bedarf erfordern aber teilweise sehr kostspielige Investitionen und verursachen häufig ein Überangebot innerhalb der Branche. Führen zwei Unternehmen in solchen Industrien gleichzeitig gleichartige Maßnahmen aus, so führt dies schnell zu einem Preiskrieg, der die gesamte Branche schädigen kann.

## Denkansätze und Modelle
Es gibt verschiedene Ansätze zur Wettbewerbsanalyse.

### Grundfragen nach Heinen
Der deutsche Hochschullehrer Edmund Heinen beschreibt drei Grundfragen, die die strategische Ausrichtung eines Geschäftsfelds im Wettbewerb zu bestimmen suchen. Das Modell orientiert sich stark an den marktstrukturellen Betrachtungen von Michael E. Porter, so an der Wettbewerbsmatrix und der Branchenstrukturanalyse.
- Ort des Wettbewerbs: Es muss geklärt werden, in welchem Bereich des Marktes das Geschäftsfeld etabliert werden soll. Hier gibt es folgende Alternativen:
  - Kernmarkt: Das Geschäftsfeld soll den gesamten Markt in diesem Bereich umfassen.
  - Nische: Ein spezielles Marktsegment bzw. ein Teilmarkt des Kernmarktes.

- Regeln des Wettbewerbs: Vor der Einführung auf den Markt muss entschieden werden, mit welchen Regeln des Wettbewerbs das Geschäftsfeld im Markt etabliert werden soll. Dazu gibt es zwei Möglichkeiten:
  - Anpassung: Unter Anpassung versteht man das Akzeptieren und Festigen der bestehenden Produktdefinitionen, der Vertriebswege und der Preispolitik.
  - Veränderung: Umkehrung bzw. Neudefinition der Regeln des Marktes

- Schwerpunkt des Wettbewerbs: 
  - Kostenorientierung: Kosten- und Marktführerschaft z. B. durch Standardgüter und Orientierung an der Erfahrungskurve
  - Produktdifferenzierung: Erfolgsstreben durch Abstimmung der Sach- und Dienstleistungen auf die jeweiligen Besonderheiten der Nachfrager.

### Ressourcenansatz nach Grant
Robert M. Grant befürwortet die Analyse in einem ressourcen-orientierten Ansatz Er identifiziert vier Themengebiete, die zur Analyse beschrieben werden:
- Identifikation der aktuellen Strategie: Es wird eine Analyse der Strategie angefertigt, die von den betrachteten Konkurrenten aktuell umgesetzt wird. Solange keine zwingenden Gründe vorliegen, die aktuelle Strategie zu ändern, ist es vernünftig anzunehmen, dass ein Unternehmen die aktuelle Strategie beibehält. Daraus ergibt sich eine deutliche Betonung der realisierten Strategie (im Gegensatz zu strategischen Plänen).
- Identifikation der Ziele des Konkurrenten: Allein aus der aktuellen Strategie lässt sich nicht ermitteln, welche Ziele der Konkurrent verfolgt und was er mit diesen erreichen möchte. Daher muss man sich in der Analyse darüber klar werden, welches Ziel ein Unternehmen langfristig anstrebt.
- Vorstellungen des Konkurrenten über die Branche: Die "Industrie-Rezepte"[3], Meinungen, Glauben und Vorstellungen, die der Konkurrent über die Industrie hat, bestimmen seine Gedankenwelt. Da Entscheidungen aber durch die begrenzte Rationalität des Entscheiders getroffen werden, ist die Kenntnis dieser Gedankenwelt äußerst wichtig für die Vorhersage seines Verhaltens. Hinzu kommen frühere Erfolge und Misserfolge, die Tendenzen für bestimmte Aktionen verstärken oder abschwächen.
- Bestimmung der Fähigkeiten des Konkurrenten: Unter diesem Punkt fasst Grant die Ressourcen und die Aktionsmöglichkeiten eines Konkurrenten zusammen. So, wie ein Formel-1-Rennwagen nur mit den Fähigkeiten eines Fahrers zu einem Sieg kommen kann, so kann auch ein Unternehmen nur aus der sinnvollen Kombination von materiellen und menschlichen Ressourcen erfolgreich sein. Die Kenntnis dieser Fähigkeiten eines Konkurrenten lässt direkt auf seine Fähigkeit schließen, eine bestimmte Aktion auszuführen.